# Liwin z Gent
Liwin z Gent, również Livinus, Lebuin (ur. w Irlandii, zm. ok. 650 w Alost, obecnie Aalst w Belgii) – irlandzki kapłan, biskup, męczennik, święty Kościoła katolickiego, apostoł Flandrii i Brabancji.

## Życiorys
Liwin pochodził z arystokratycznej rodziny. Na studia udał się do Anglii, gdzie spotkał św. Augustyna i z jego rąk otrzymał święcenia kapłańskie. Po studiach wrócił do kraju, a następnie udał się na tereny dzisiejszej Belgii i Holandii. W Dublinie został wyświęcony na biskupa, skąd szerzył Ewangelię docierając do Brabancji i Aalst, gdzie poniósł śmierć męczeńską. Pogańscy i fanatyczni mieszkańcy z okolic Aalst napadli na Liwina podczas kazania w Esse koło Grammontu i wyrwali mu obcęgami język a następnie odcięli mu głowę. Razem ze Świętym zginęli Ingelbert i Crapahilde. Liwin został pochowany w Houtem.
Podczas swojej podróży apostolskiej Liwin odwiedził również klasztor cenobitów w Gent (Coenobium Ganda), gdzie modlił się przy grobie św. Bavo, który niedawno zmarł w opinii świętości.
Tam też zostały przeniesione relikwie Liwina, które zostały zniszczone w 1578 roku przez izoburców.
Jego wspomnienie liturgiczne w Kościele katolickim obchodzone jest 12 listopada. W archidiecezji utrechckiej przeniesienie relikwii wspominane jest 25 czerwca.
Liwin jest patronem Aalst oraz umierających i orędownikiem łagodnej śmierci.

## Kontrowersje
Liwin (Lebuin) z Gent (Liwin z Gandawy) identyfikowany jest z anglosaskim mnichem św. Lebuinem, misjonarzem i apostołem Fryzów, który zmarł ok. 758 roku w Deventer i którego dzień pamięci przypada również na 12 listopada. Niewykluczone, że chodzi o tę samą osobę, a sam Liwin jest postacią fikcyjną.